# Río Sutjeska
El Sutjeska es un corto río de Bosnia y Herzegovina. Con una longitud de 35 km, se trata de un afluente del Drina, perteneciente a la cuenca fluvial del mar Negro. Atraviesa y da nombre al Parque nacional Sutjeska.

## Recorrido
El Sutjeska nace en el macizo de Volujak, a los pies del monte Vlasuja, cerca de Mišejiči, a una altitud de 1 500 m s. n. m. En la parte superior de su curso fluye hacia el noroeste en un valle entre las montañas Volujak y Lebršnik. Más al norte, se vuelve hacia el noreste, cerca del pueblo de Grab. A continuación, fluye a través de una garganta de piedra caliza que separa los montes Maglić y Volujak de los Zelengora. Pasa por el pueblo de Tjentište y desemboca en el río Drina, cerca de la aldea de Batasi.
En su recorrido, el Sutjeska recibe varios afluentes: el Jabošnica y el Hrčavka por su izquierda, y el Suski y el Perucica por su derecha.

## Historia
Durante la Segunda Guerra Mundial, las márgenes del río fueron escenario de un mítico enfrentamiento entre los Partisanos yugoslavos y la Wehrmacht de la Alemania nazi: la Batalla del Sutjeska, en la que el grueso del ejército partisano consiguió resistir a una operación encaminada a su aniquilación. En homenaje a los 7 543 partisanos fallecidos, se erigió un monumento en la aldea de Tjentište.